# Friedhofskapelle (Semriach)

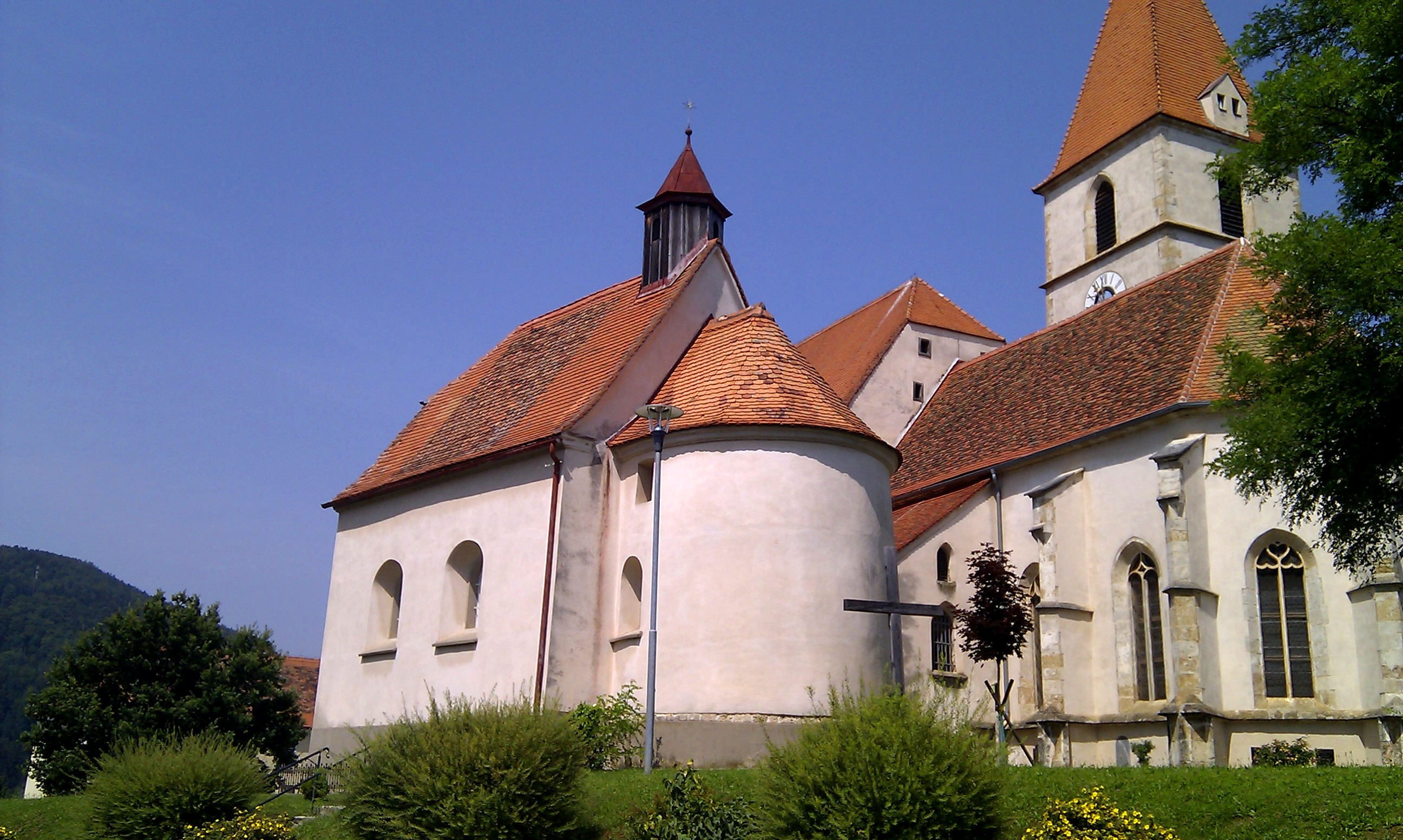
Die Friedhofskapelle im Juli 2012

Die Friedhofskapelle zur Schmerzhaften Mutter ist eine römisch-katholische Kapelle in der Marktgemeinde Semriach in der Steiermark.

## Lage
Die Kapelle befindet sich neben der Pfarrkirche hl. Ägydius in dem ehemaligen Friedhof in Semriach.

## Geschichte
Die Kapelle wurde 1375 erbaut. Darauf wies eine heute nicht mehr erhaltene Inschrift hin. Sie war ursprünglich dem Erzengel Michael geweiht. Im Jahr 1884 wurde sie der Schmerzhaften Mutter geweiht. Die Krypta diente bis 1968 als Karner. Eine Restaurierung fand 1963 statt.

## Beschreibung
Die Kapelle hat einen rechteckigen, zweijochigen Innenraum der um 1650 eingewölbt wurde. Die Apsis mit Dreiviertelschluss und die kreisförmige Krypta stammen noch von dem mittelalterlichen Bau. In der Kirche befinden sich: ein aus der Mitte des 17. Jahrhunderts stammendes Bild des heiligen Michael, ein 1719 gemaltes Vesperbild, sowie ein Kruzifix aus dem Jahr 1510. Die Türgitter sind mit 1884 datiert.